# St. Cornelius (Hoengen)

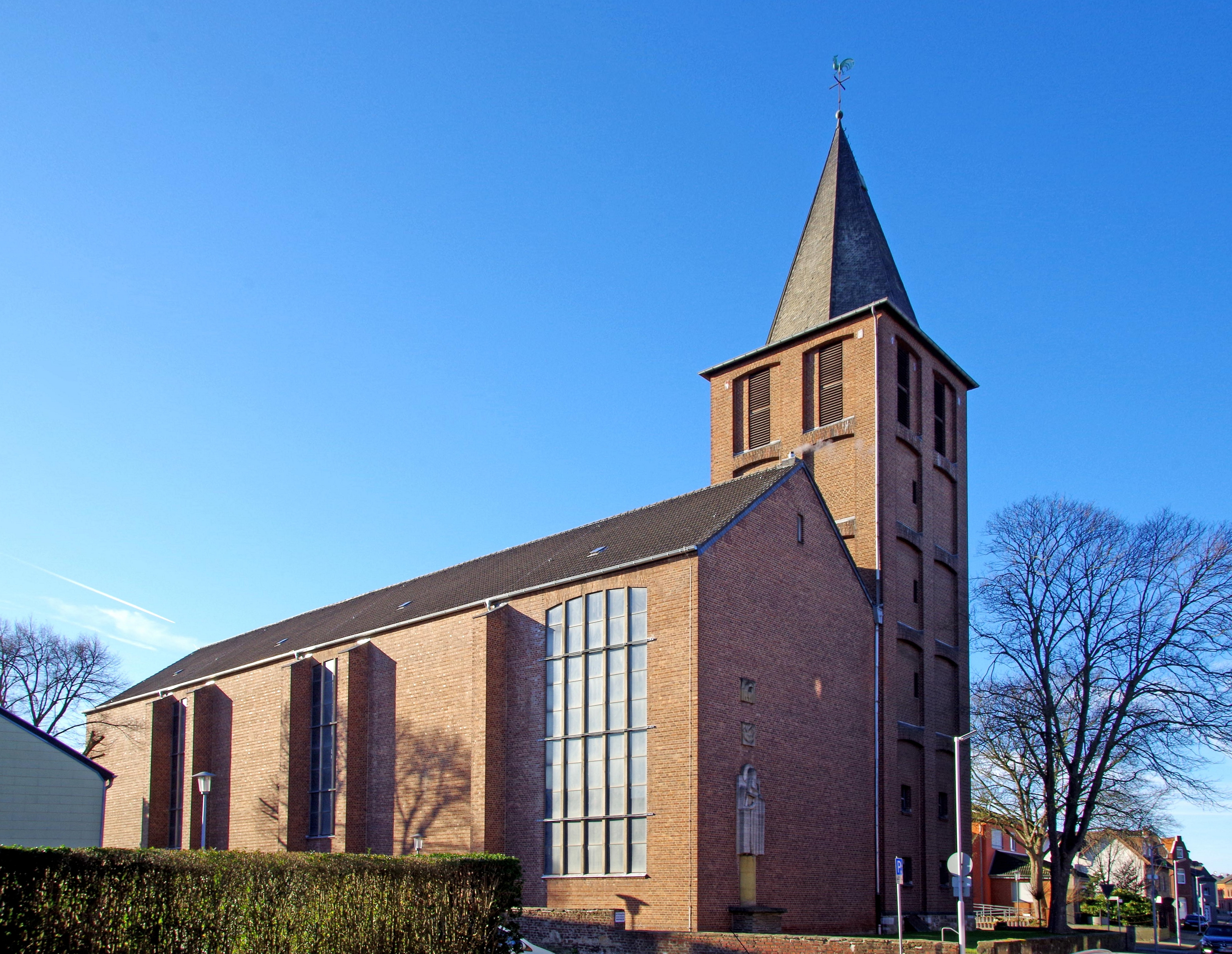
St. Cornelius (Hoengen), Ostseite

St. Cornelius ist die römisch-katholische Filialkirche des Alsdorfer Stadtteils Hoengen in der Städteregion Aachen in Nordrhein-Westfalen.
Die Kirche ist dem hl. Cornelius geweiht. Seit 2010 gehört Hoengen zur neu gegründeten Großpfarre Johannes XXIII.

## Lage
St. Cornelius liegt inmitten des Hoengener Ortszentrums an der Ecke Kirchgäßchen und Kirchstraße. Die Kirche ist geostet.

## Geschichte
Eine Kirche bzw. Kapelle in Hoengen wurde erstmals im Jahr 1152 urkundlich erwähnt. In der Urkunde wird beschrieben, dass Kapelle, ein Gutshof und Ackerland in Hoengen im Besitz der Prämonstratenserabtei Floreffe sind. Nach mehrfachem Besitzerwechsel erhielt 1217 laut Urkunde das Prämonstratenserkloster in Heinsberg bestimmte Rechte an der Kirche. Das Kloster besaß auch das Patronatsrecht bis zur Franzosenzeit Ende des 18. Jahrhunderts. In dieser Urkunde wurde die Kirche auch bereits als Pfarrkirche geführt, sodass Hoengen schon 1217 eigenständige Pfarrei war.
Im 15./16. Jahrhundert wurde eine neue, dreischiffige und dreijochige Hallenkirche mit eingezogenem dreigeschossigem Glockenturm im Baustil der Gotik errichtet.

Ansicht der Kirche von 1890

Am 2. Juni 1899 wurde mit dem Abbruch des gotischen Chors und der Sakristei der alten Hoengener Pfarrkirche begonnen, um Platz für einen Erweiterungsbau zu schaffen. Aufgrund der gestiegenen Bevölkerungszahl war die Kirche zu klein geworden. Am 22. Juli 1899 wurde der Grundstein gelegt und im Jahr 1900 konnte der Erweiterungsbau nach Plänen des Aachener Kreisbaumeisters Heinrich van Kann vollendet werden. An das gotische Langhaus war nun in Formen der Neugotik ein kaum hervortretendes Querschiff mit Dachreiter und ein fünfseitig geschlossener Chor angebaut. Links und rechts des Chors befanden sich die beiden Nebenchöre. An der Nordseite des Querschiffs befand sich nun die Sakristei.
Im Zuge des Zweiten Weltkriegs wurde die Pfarrkirche am 1. November 1944 durch anhaltenden Artilleriebeschuss bis auf wenige Mauerreste zerstört.
Nach der Währungsreform 1948 begann man mit Sammlungen für den Wiederaufbau der Pfarrkirche. 1949 wurde schließlich der Aachener Dombaumeister und Architekt Felix Kreusch mit den Planungen für den heutigen Kirchenbau beauftragt und die Trümmer der alten Kirche beseitigt. Kreusch plante dabei eine moderne, siebenjochige und zweischiffige Stufenhallenkirche. Der Glockenturm befindet sich an der Nordseite des rechteckigen Chorraums und dient im Untergeschoss als Sakristei. Am 27. November 1949 fand schließlich die Grundsteinlegung statt und nach Beendigung der Bauarbeiten konnte die neue Pfarrkirche am 26. August 1951 durch den Aachener Bischof Johannes Joseph van der Velden konsekriert werden.

## Pfarrei
Die Hoengener Pfarre war eine der ältesten im heutigen Alsdorfer Stadtgebiet. Bereits 1217 war Hoengen Pfarrei. Jedoch war das Pfarrgebiet früher wesentlich größer als zuletzt. So zählte bis 1903 Mariadorf zur Pfarre St. Cornelius, wurde dann aber abgetrennt und zur eigenständigen Pfarrei erhoben, bis 1952 zählte auch Warden zur Pfarre, wurde dann aber auch eigenständig. Die Siedlung Begau wurde schließlich als letzte verbliebene Filiale 1960 selbständig.
Zum 1. Januar 2010 wurde die vor 1217 gegründete Pfarre aufgelöst und mit den ebenfalls aufgelösten Pfarreien St. Barbara/Broicher Siedlung, St. Mariä Heimsuchung/Mariadorf, St. Jakobus/Warden und St. Michael/Begau fusioniert. Obwohl die Hoengener Pfarre die älteste Pfarre und Mutterpfarre von drei der vier fusionierten Pfarren war, wurde die Mariadorfer Kirche zur Pfarrkirche der neuen Großpfarre bestimmt und nicht St. Cornelius.

## Ausstattung
Im Innenraum befindet sich eine moderne Ausstattung. Erwähnenswert ist der Kreuzweg in Sgraffito-Malerei aus dem Jahr 1954. Er ist ein Werk von Wilhelm Geyer aus Ulm. Geyer entwarf auch die Buntglasfenster, die von der Firma Ludwig Derix aus Rottweil 1958 angefertigt und eingesetzt wurden. Die Orgel wurde am 6. September 1953 eingeweiht.

## Glocken
Vor dem Zweiten Weltkrieg besaß Hoengen ein vierstimmiges Geläut mit den Schlagtönen f', as', b' und c". Alle vier Glocken wurden 1924 von Werner Hüesker, Glockengießerei Petit & Gebr. Edelbrock aus Gescher gegossen und mussten Anfang der 1940er Jahre für Kriegszwecke abgegeben werden und wurden eingeschmolzen. Heute hängen im Glockenturm von St. Cornelius vier Bronze-Glocken, die Hans Hüesker, der Sohn von Werner Hüesker, 1953 gegossen hat.
| Nr. | Name | Durchmesser (mm) | Masse (kg, ca.) | Schlagton (HT-1/16) | Gießer                                             | Gussjahr |
| 1   | ?    | ?                | ?               | e'                  | Hans Hüesker, Fa. Petit & Gebr. Edelbrock, Gescher | 1953     |
| 2   | ?    | ?                | ?               | g'                  | Hans Hüesker, Fa. Petit & Gebr. Edelbrock, Gescher | 1953     |
| 3   | ?    | ?                | ?               | a'                  | Hans Hüesker, Fa. Petit & Gebr. Edelbrock, Gescher | 1953     |
| 4   | ?    | ?                | ?               | h'                  | Hans Hüesker, Fa. Petit & Gebr. Edelbrock, Gescher | 1953     |

Motiv: O Heiland, reiß die Himmel auf

## Sonstiges
Zu Ehren des Kirchenpatrons Cornelius wird jedes Jahr im September die Cornelius-Oktav gefeiert.